# Larutia puehensis
Larutia puehensis là một loài thằn lằn trong họ Scincidae. Loài này được Grismer, Leong & Yaakob mô tả khoa học đầu tiên năm 2003.